# Toivo Aalto-Setälä
Toivo Armas Aalto-Setälä (2 tháng 2 năm 1896 - 3 tháng 4 năm 1977) là một luật sư và chính trị gia Phần Lan. Ông sinh ra ở Köyliö và là thành viên của Quốc hội Phần Lan từ năm 1927 đến năm 1929 và từ năm 1930 đến năm 1933, đại diện cho Đảng Liên minh Quốc gia.